# 那不勒斯历史中心
那不勒斯历史中心（意大利语：Centro storico di Napoli；英语：Historic Centre of Naples；法语：centre historique de Naples）是一个古老的城市空间，这座城市的第一个历史核心，已经拥有2700年的历史。它受到各种不同后续文化的影响，所有这些都在那不勒斯建筑和城市网络上留下了印记。 
它在1995年被联合国教科文组织宣布为世界遗产（约1021公顷），被列入保护名录;其独特之处在于"几乎完全保护和利用了"古希腊道路布局。

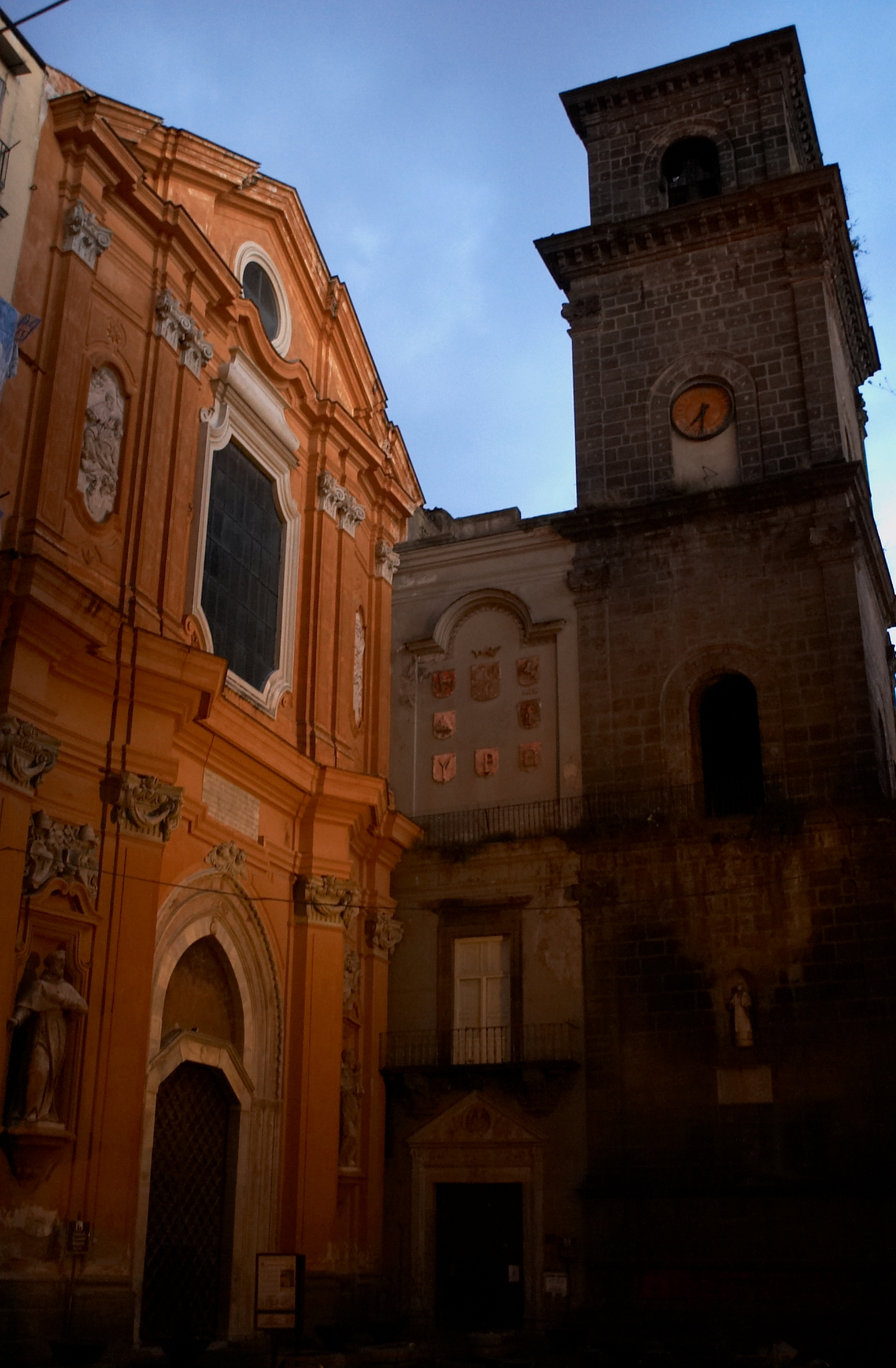
大圣老楞佐圣殿

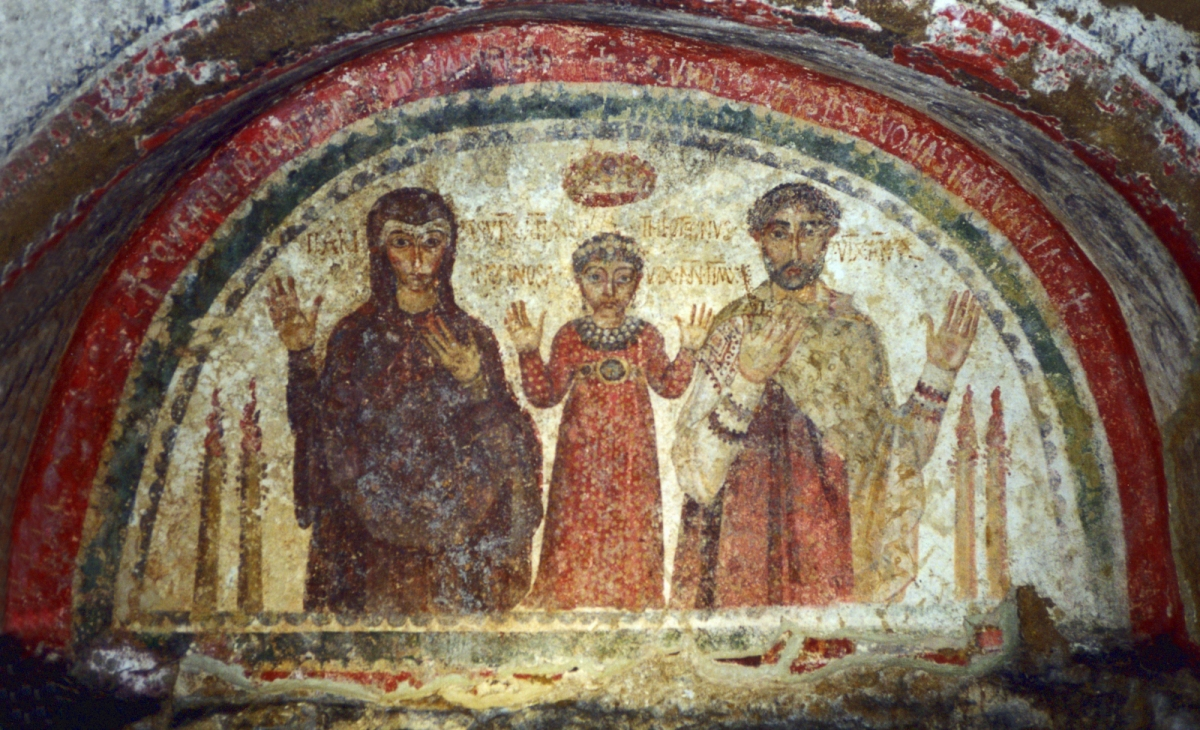

考虑到该地点具有特殊价值。它是欧洲最古老的城市之一，其当代城市结构保留了其悠久多事的历史元素。它在那不勒斯湾的布局，赋予它杰出的价值，在欧洲许多地区和其他地方产生了深远的影响。 — 联合国教科文组织的动机

## 描述
那不勒斯历史中心俯瞰着那不勒斯湾，占地面积1700公顷，保存了超过25个世纪的历史痕迹，最早是希腊，然后是罗马帝国，接着是腓特烈二世、安茹王朝、阿拉贡王权以及波旁王朝。
被视为联合国教科文组织遗产地的地区占地约1021公顷，包含以下几个区：阿夫沃卡塔（Avvocata）、蒙特卡尔瓦里奥（Montecalvario）、圣朱塞佩（San Giuseppe）、波尔图（Porto）、彭迪诺（Pendino）、集市区（Mercato）、斯特拉（Stella）、圣卡洛阿雷纳（San Carlo all'Arena）、基艾亚（Chiaia）、圣费迪南多（San Ferdinando）、圣老楞佐区（San Lorenzo）、维卡瑞亚（Vicaria）、沃梅罗（Vomero）和波西利波（Posillipo）。
那不勒斯历史中心是欧洲最大的历史中心之一，原来的城市结构保存完好。特别是众多的方尖碑、修道院、回廊、三十多个博物馆（包括那不勒斯国家考古博物馆）、城墙遗址、地下墓穴、罗马和希腊遗迹的考古发掘，浮雕、中世纪柱子。
此外，那不勒斯中心的一个特点是其众多的教堂（超过四百座），如大圣乔治堂（Chiesa di San Giorgio Maggiore）和圣若翰洗者大殿（Basilica di San Giovanni Maggiore），其建筑元素可以追溯到安茹王朝时期，当时城市受到哥特式建筑的影响，尤其是法国的，影响了宗教建筑，如那不勒斯主教座堂、大圣老楞佐圣殿（Basilica di San Lorenzo Maggiore）、圣嘉勒圣殿（Basilica di Santa Chiara）、以及其他世俗建筑，如卡普阿城堡（Castel Capuano）和新堡（Castel Nuovo）。在16世纪的阿拉贡时代，在城墙的防御工事以内，建造或重建了大量优质的世俗和宗教建筑，如那不勒斯王宫,许多宫殿，新耶稣教堂（Chiesa del Gesù Nuovo）、大圣保禄圣殿（Basilica di San Paolo Maggiore）、卡波迪蒙特耶稣会学院等。蛋堡（Castel dell'Ovo）在12世纪末由诺曼人改建为堡垒，17世纪末拥有目前的外观。21世纪初，那不勒斯的历史中心的许多巴洛克建筑最近已经修复，如圣热罗尼莫堂（Chiesa dei Girolamini）或圣玛蒂诺修道院（Certosa di San Martino），使那不勒斯成为欧洲最引人注目的巴洛克城市之一。
那不勒斯历史中心拥有典型的嘈杂喧闹的气氛，餐馆里燃木烤箱的气味提醒我们，比萨饼的女王玛格丽特披薩就诞生在这里。

## 历史
那不勒斯历史中心见证了这座城市的历史和艺术的演变，从公元前8世纪沿海地带的第一个希腊定居点，同一个城市在较内陆的地区重新建立，构成“古代中心”，然后是西班牙巴洛克城市，城市核心向西发展，再到十九世纪文化精英的中心，在整个波西利波和沃梅罗地区兴建了众多的贵族和资产阶级别墅。
1980年的伊尔皮尼亚地震损害了历史中心的一部分，并带来了结构性和社会问题，并决定通过1981年第219号法律的颁布，对建筑活动的规划和控制、非法建筑的管制和修复作出规定。目前，城市历史中心的很大一部分条件差，急需保护，事实上，许多建筑，除了已经提到的艺术教堂（喷泉，宫殿，古建筑，圣地等）处于极端遗弃的条件：为了应付这一紧急情况，各种市民组织和委员会正试图让联合国教科文组织进行干预。
坎帕尼亚大区、市政府和文化遗产部最近签署的一项协议意味着，欧洲联盟在2012年6月拨款1亿欧元，用于对风险最大的历史中心古迹进行修复工作。

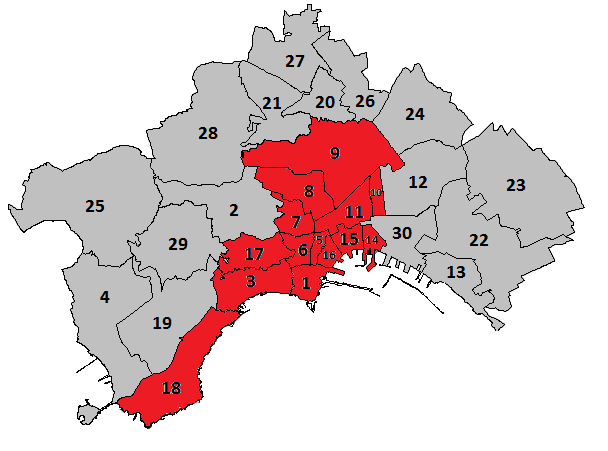
世界遗产保护区

### 古代中心

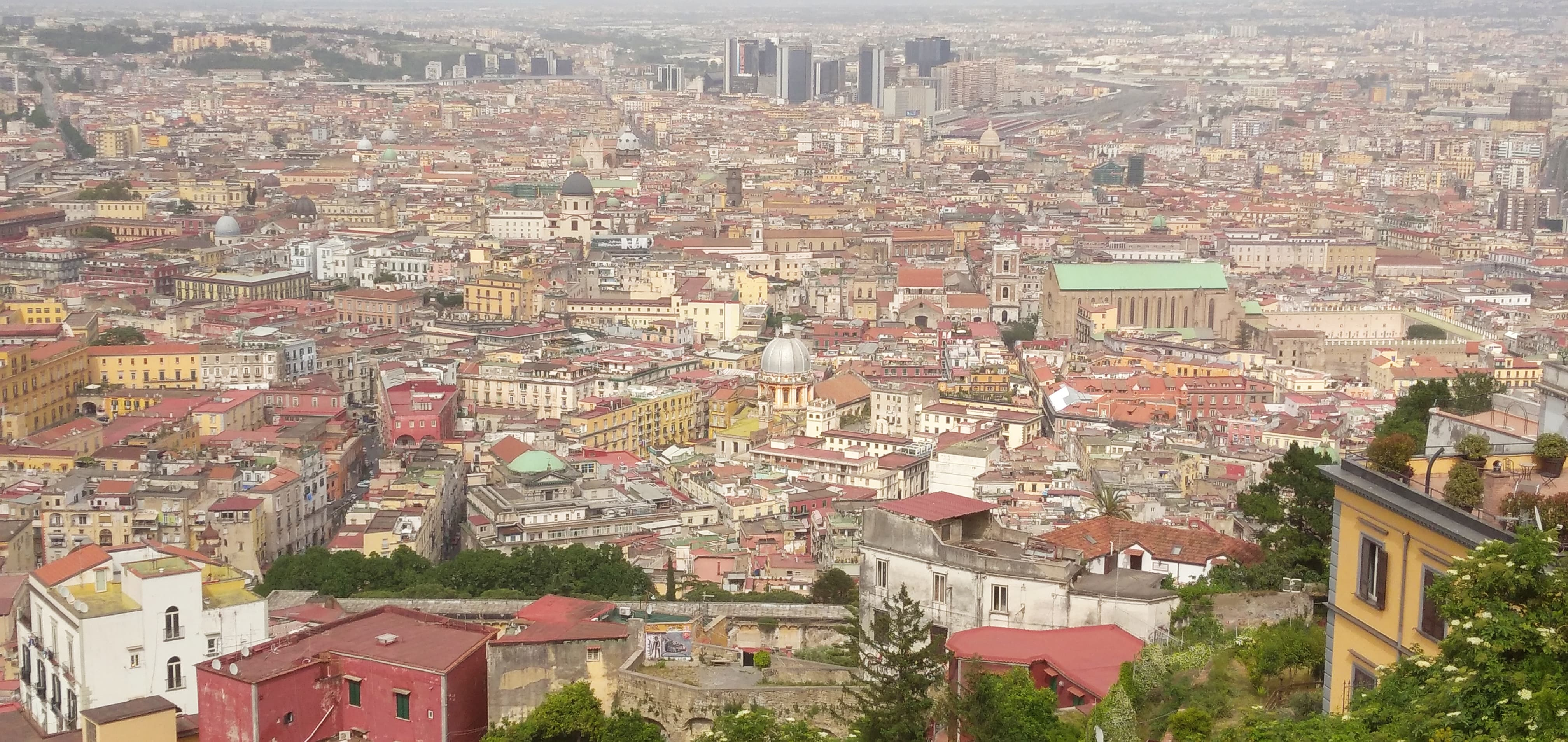

这座城市有两个真实和原始的古代核心：第一个是帕耳忒诺珀（Partenope）诞生的皮佐法尔科内山（Pizzofalcone），第二个是那不勒斯的德库马尼区（decumani），那里诞生了尼亞波利（Νεάπολις，Neápolis，意为“新城”）。 特别是在后一个空间，所有建筑都已有几百年的历史，特别集中在16世纪，根据西班牙总督佩德罗·德·托莱多（Don Pedro de Toledo）的命令，向西拓展城市。
此地拥有特别丰富的文化和艺术资源：方尖碑、修道院、博物馆、著名街道、地下墓穴、户外和地下的罗马和希腊遗迹的考古发掘，包括罗马剧院、雕像和浮雕、腰線以及支撑古代历史建筑的中世纪柱子等等。

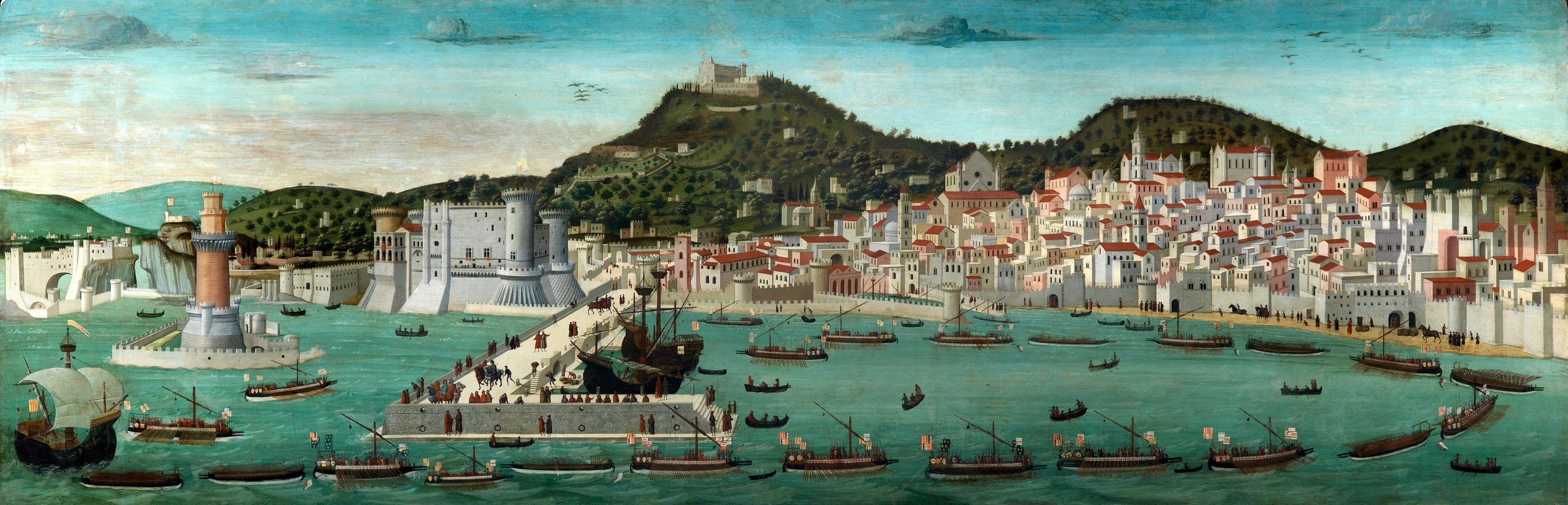

仅仅在古代中心区，大致包括圣朱塞佩（San Giuseppe）、波尔图（Porto）、彭迪诺（Pendino）、集市区（Mercato）、圣老楞佐区（San Lorenzo）、维卡瑞亚（Vicaria），更具体地说，几乎对应于那不勒斯的德库马尼区（decumani）, 就可以看到集中分布了200多座历史教堂 它们与意大利著名艺术家的活动联系在一起。这些艺术家包括： 乔托、卡拉瓦乔、多那太羅、朱塞佩·桑马蒂诺、卢卡·焦尔达诺、科西莫·范扎戈、路易吉·万维泰利、胡塞佩·德·里貝拉、多梅尼基諾、圭多·雷尼、蒂诺·迪·卡马伊诺、马可·达尔·皮诺、西蒙尼·马蒂尼、马蒂亚·普雷蒂等等。 
在中世纪，城市被划分为区。它们是：卡普阿纳（Capuana）、蒙塔尼亚（Montagna）、尼多（Nido）、波尔图（Porto）、波尔塔诺瓦（Portanova）和图塞拉（Forcella）。在这种情况下，城市被其城墙封闭，超出这一范围，绝对禁止建造。事实上，那不勒斯古代中心的特点是，城市很少扩展，因此倾向于加高已有建筑，石材取自自古代城市诞生以来就已经开发的地下采石场。
然而，政治权力转移到安茹城堡，是当地贵族将他们的贵族住宅转移到城市西部的第一冲动。

### 与西班牙总督一起向西拓展

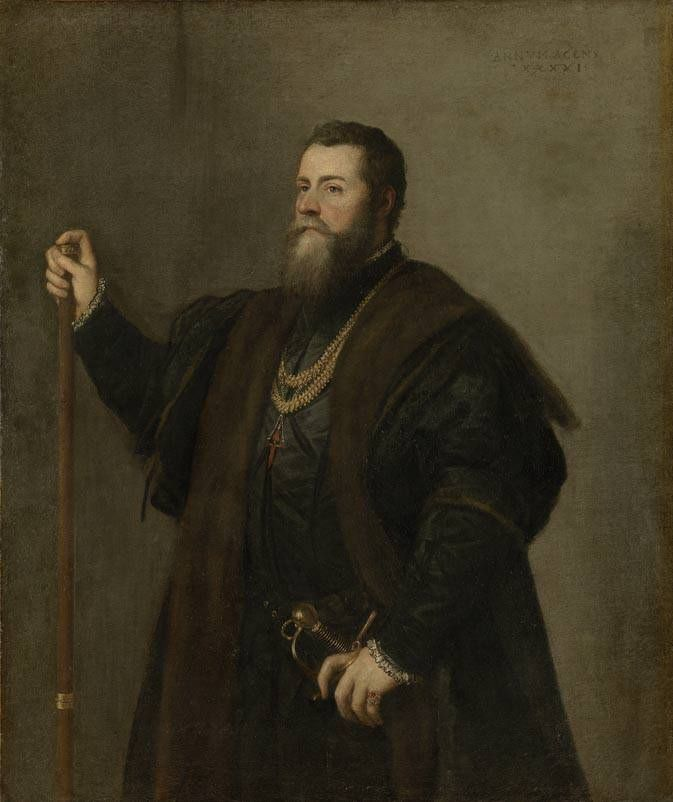
佩德罗·德·托莱多

16世纪，由于西班牙总督佩德罗·德·托莱多（Don Pedro de Toledo）, 城市向西扩张，因此诞生了现在的"历史中心"。诞生了西班牙区，托莱多街、宫殿广场（Largo di Palazzo）、梅迪纳街（Via Medina）到皮佐法尔科内地区和基艾亚（Chiaia）。
具体来说，皇家宫殿，才是那不勒斯和外国贵族，纷纷购进沿着通往总督官邸的托莱多街边的空地的真正原因。
这些变化使得该市再度变得亲海洋，自从帕耳忒诺珀问世以来，城市已经背向海洋太久。

### 波旁时期的伟大建筑

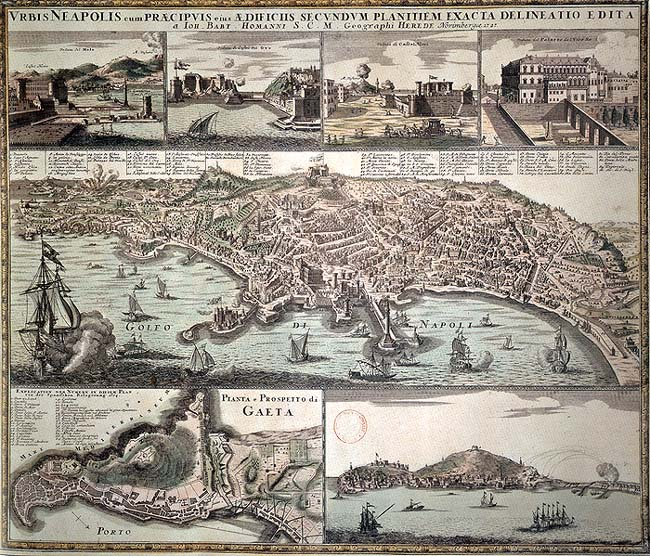
18世纪

随着从西班牙总督辖区转变为波旁王朝，这座城市产生了决定性的文化飞跃，使其成为"欧洲壮游"的极致目的地。
那不勒斯日趋成熟，确认其作为欧洲大都市的地位。 在短短的二十年（从1730年到1750年） 里，诞生了令人印象深刻的建筑，象征其达到的文化水准：卡波迪蒙特王宮、阿尔贝戈迪波维利王宫和圣卡洛剧院。
随着十九世纪初新古典主义（以及本世纪末的折衷主义）的出现，历史中心也延伸到波西利波和沃梅罗地区，利用这些"新"空间，其特点是风景特别美丽，周围自然空间很大。因此诞生了弗洛里迪亚纳别墅、罗斯伯里别墅等许多重要的那不勒斯别墅。

## 活动[9]

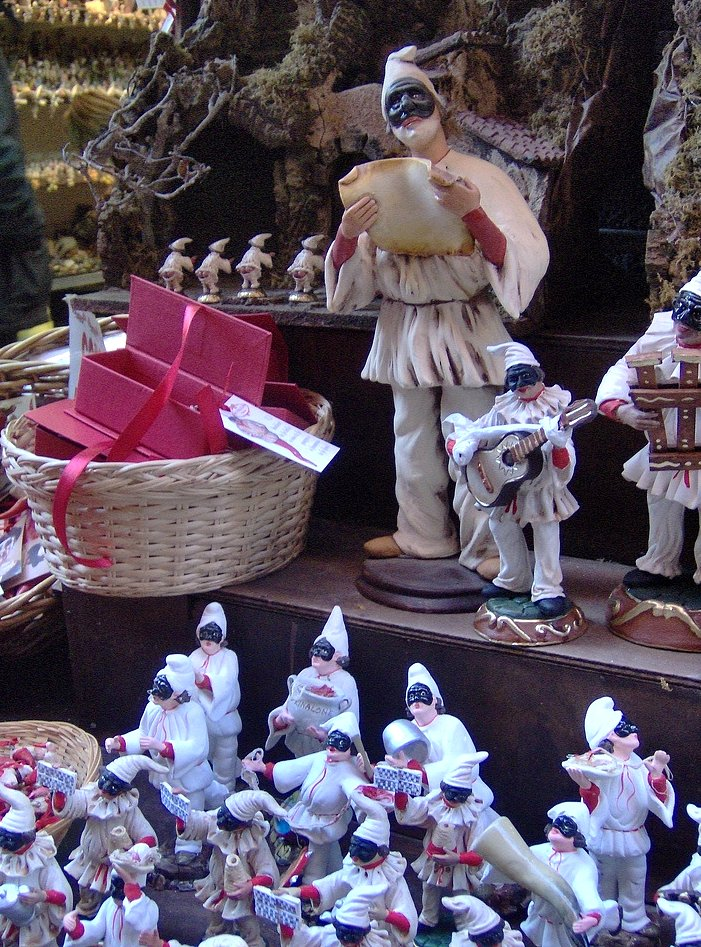
圣额我略街

- 1月17日，帕多瓦的圣安多尼瞻礼，那不勒斯人聚集在一起，扔掉笨重的木器，在小巷和广场中间点起欢快的篝火。
- 五月的第一个星期六，圣雅纳略（San Gennaro）瞻礼，举行盛大的雕像游行，平时保存在那不勒斯主教座堂的圣雅纳略的变干的血液，会出现液化的奇迹。
- 6月，圣埃莫堡（Castel Sant'Elmo）举办为期一周的“那不勒斯电影节”，专门展示那不勒斯电影的年轻天才以及国际故事片和纪录片。
- 7月16日，加尔默罗圣母瞻礼，持续一个星期，以著名的烟火表演结束，在全市最高的圣母圣衣圣殿（Basilica di Santa Maria del Carmine）,高75米。
- 从11月到12月，圣诞市场，在亚美尼亚的圣额我略街（via San Gregorio Armeno）和教堂附近的街道上，那里有各种各样，各种大小的雕像。

## 保护
历史中心区域由1972年3月31日的城市规划确定。在这一区域进行的任何工程都必须提交给国家和大区遗产保护机构，遵守1939年6月1日的第1089号法案和1985年2月28日的第47号法案。为了保持古城完美的真实性，修复材料如白色大理石、黄色洞石和灰色的斑带粗面熔岩，必须取自原始采石场，以基本传统的方式制作。

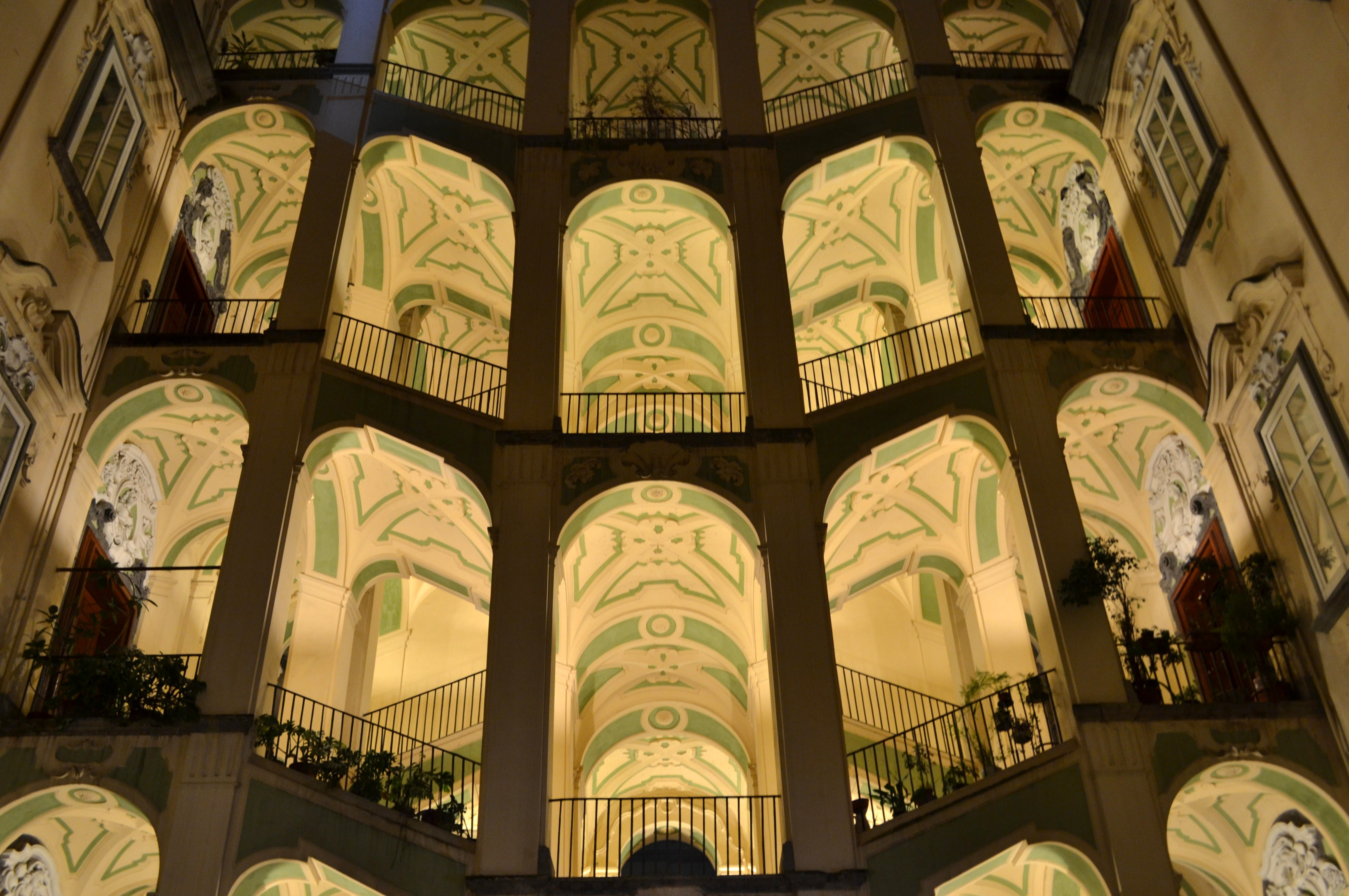
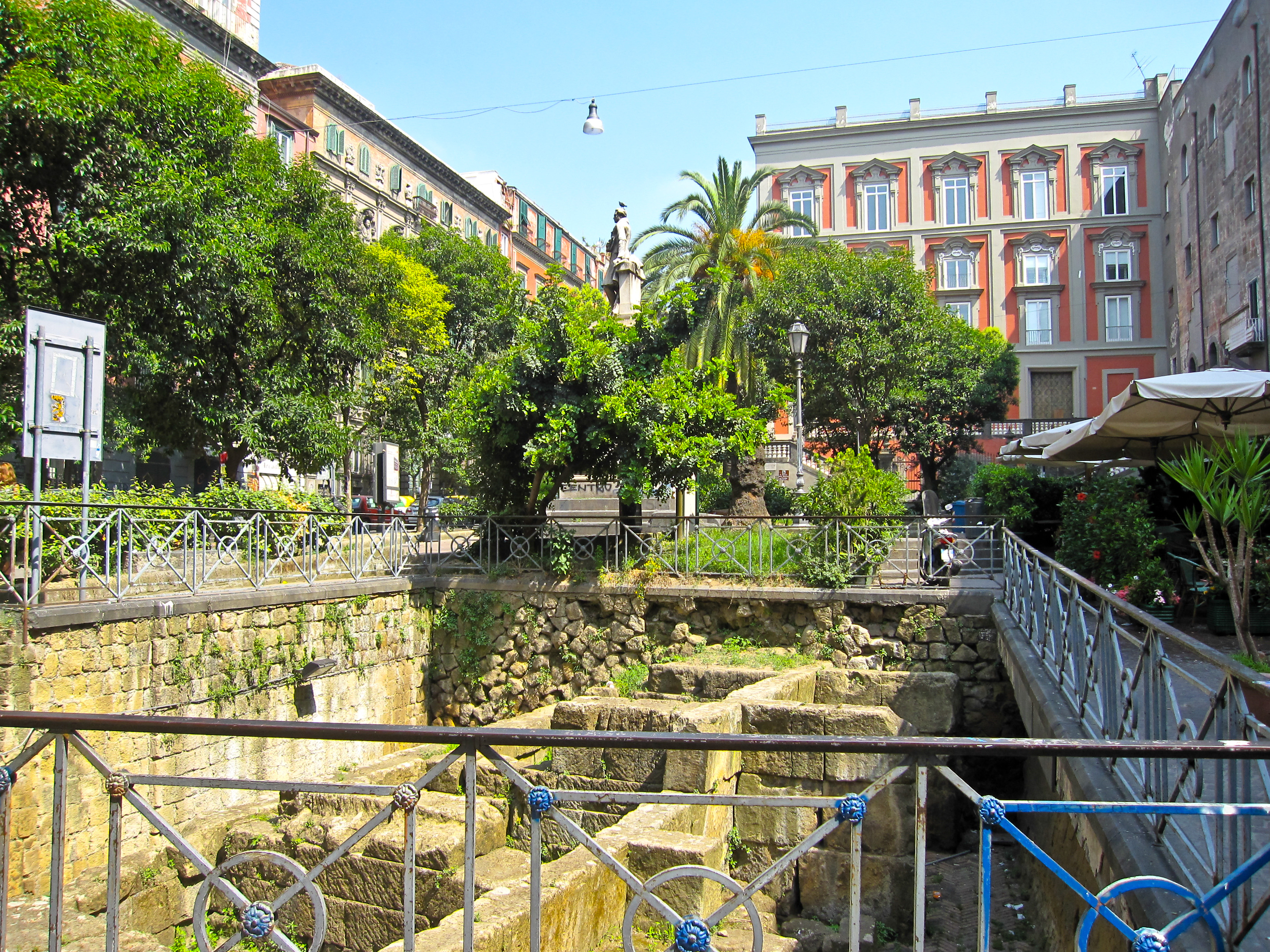
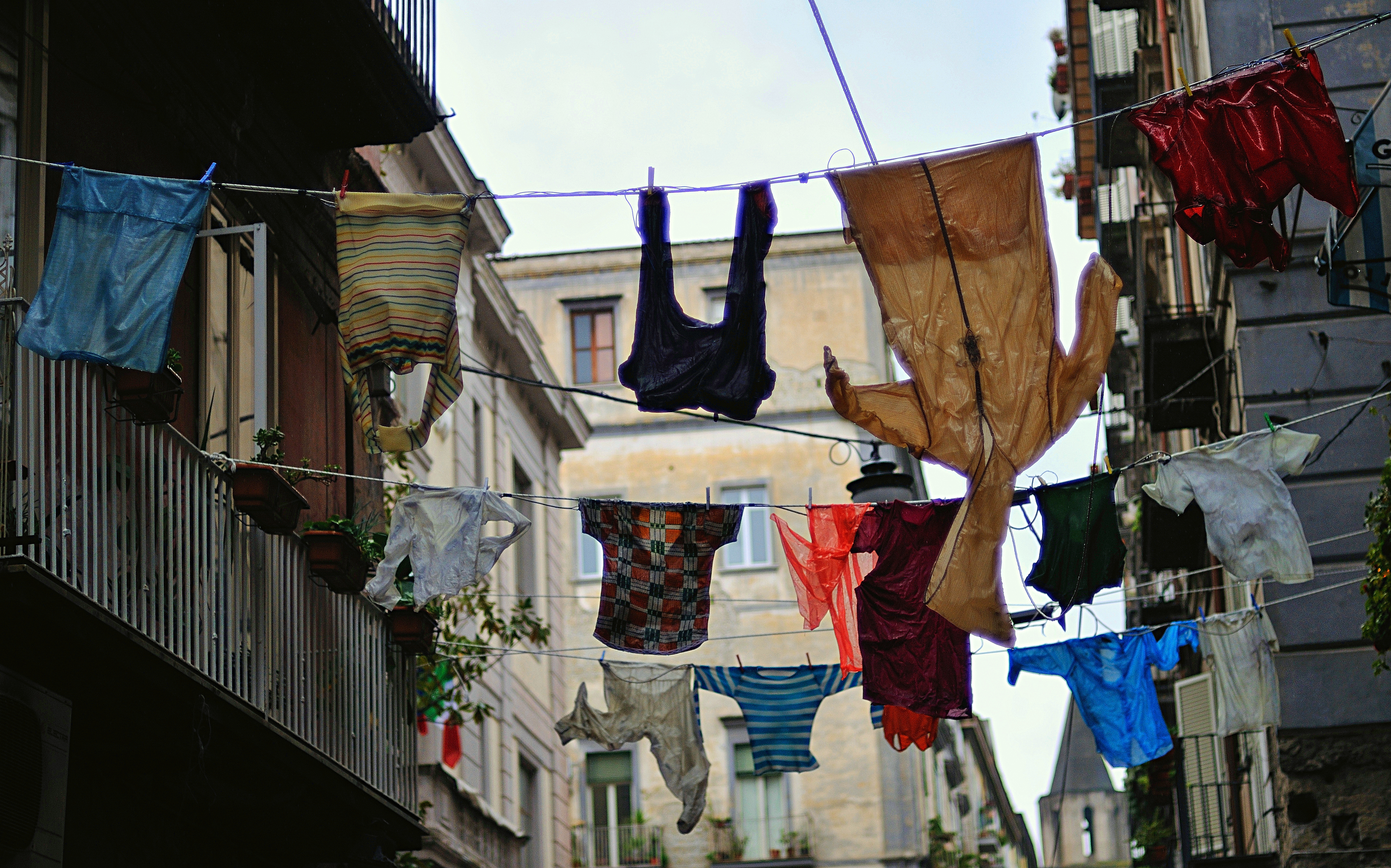
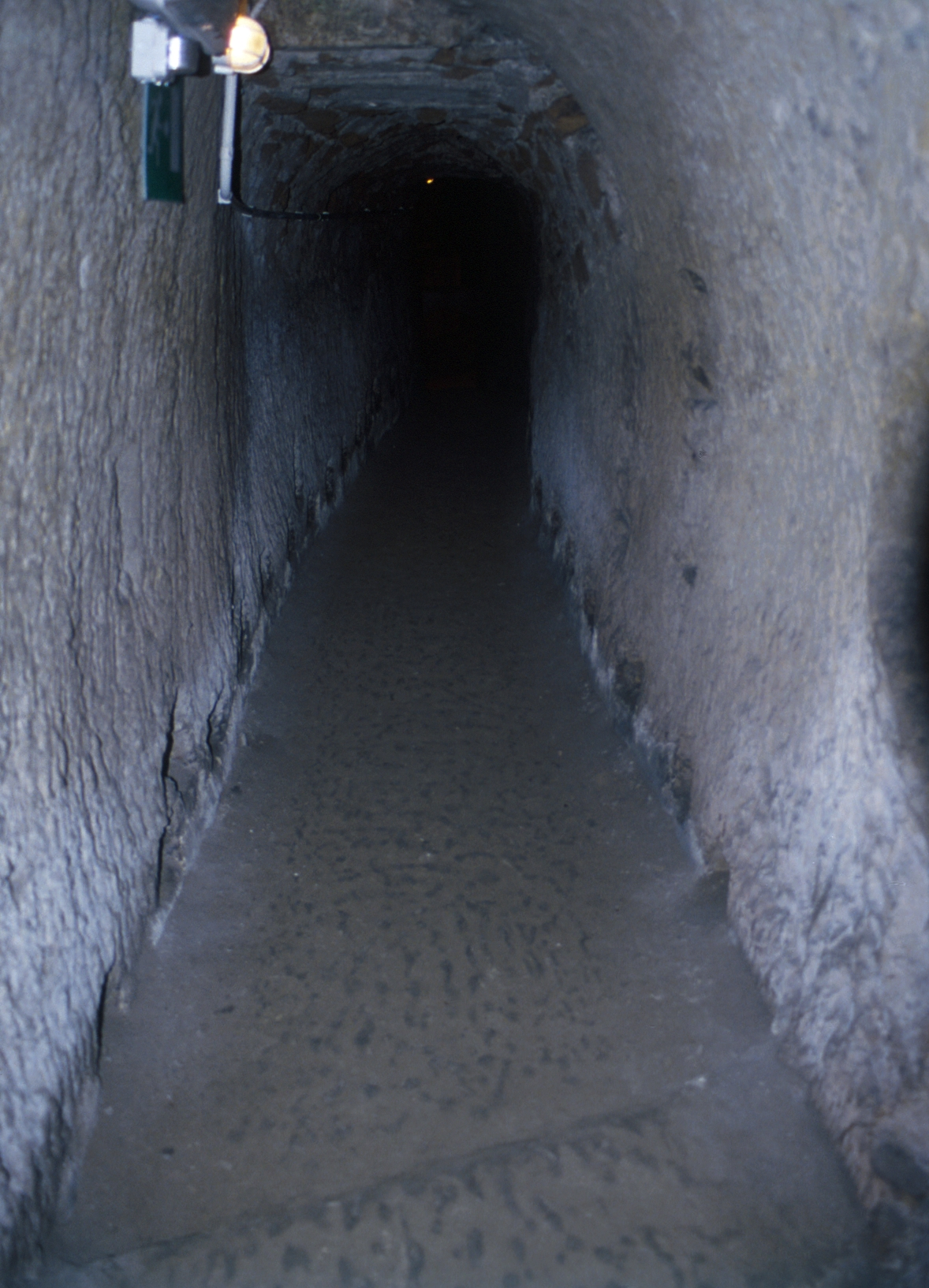
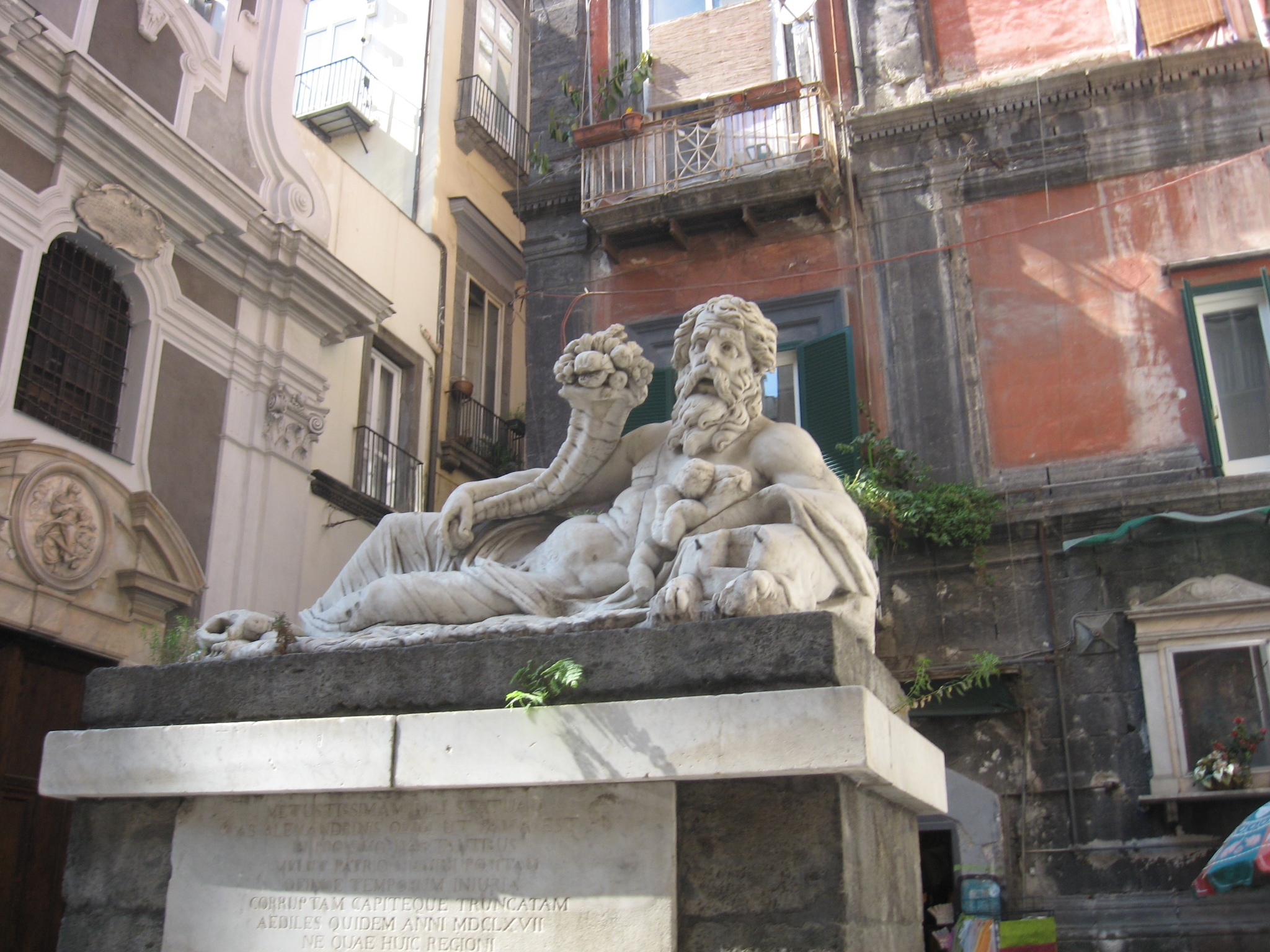
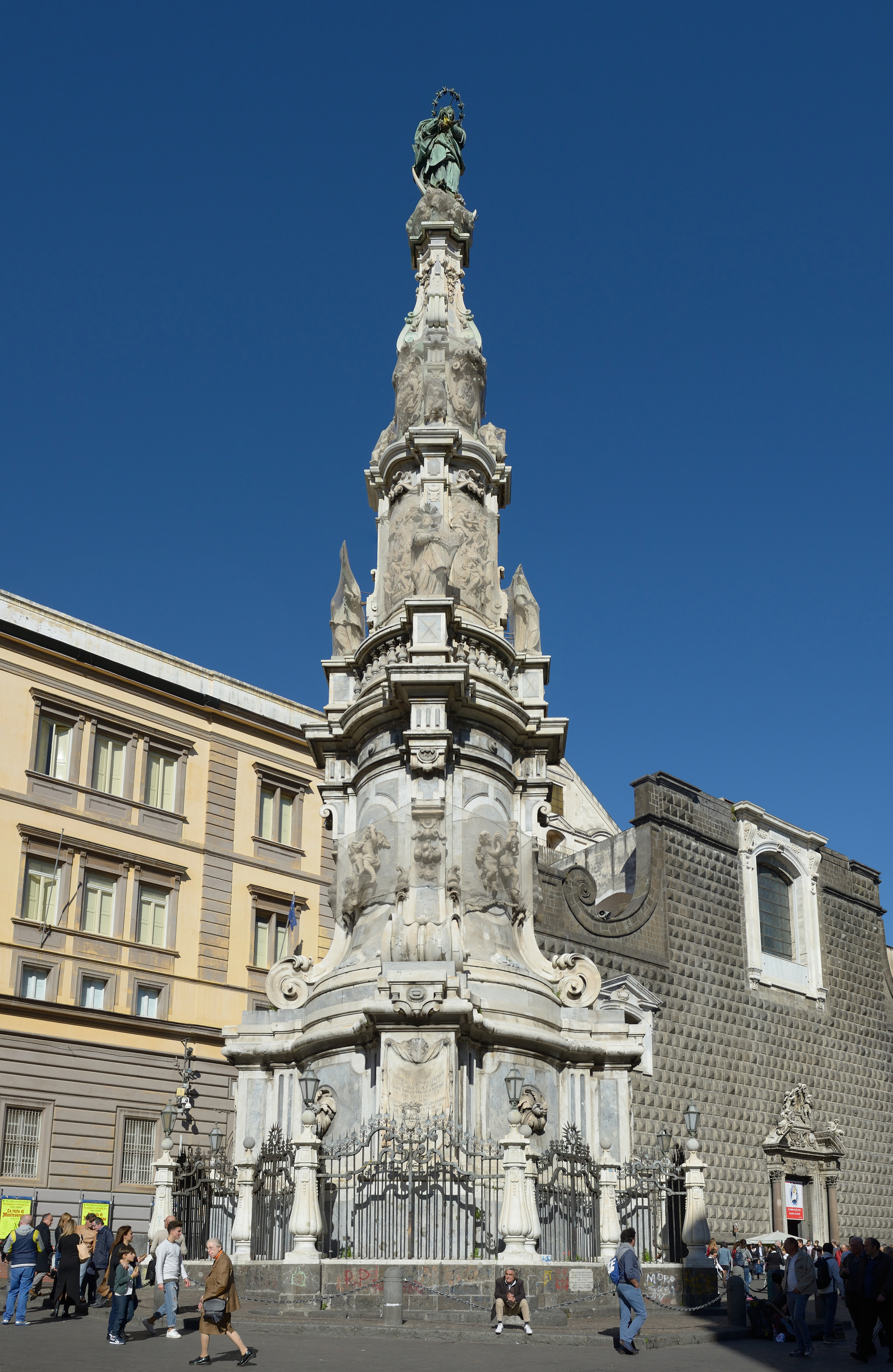
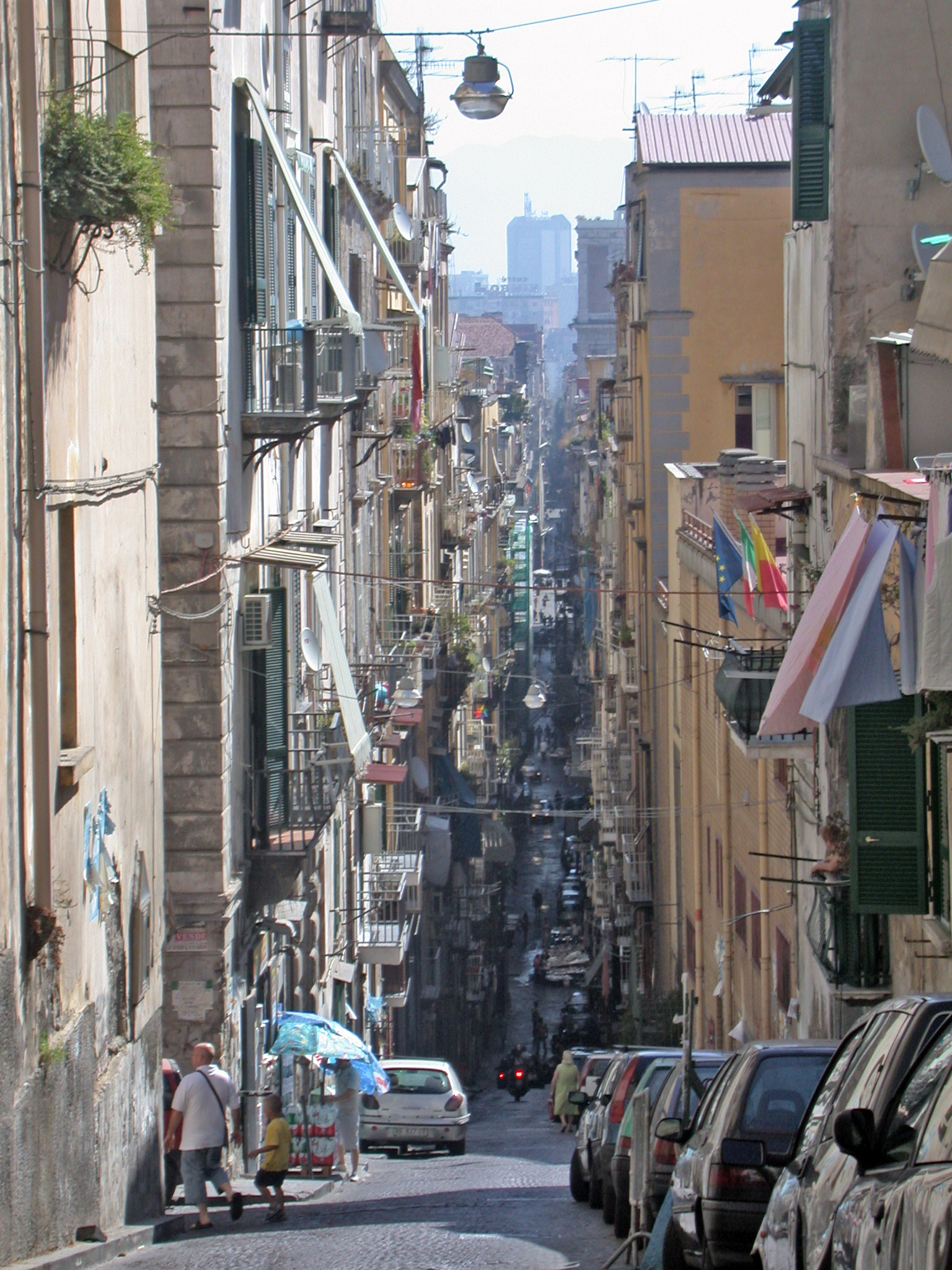
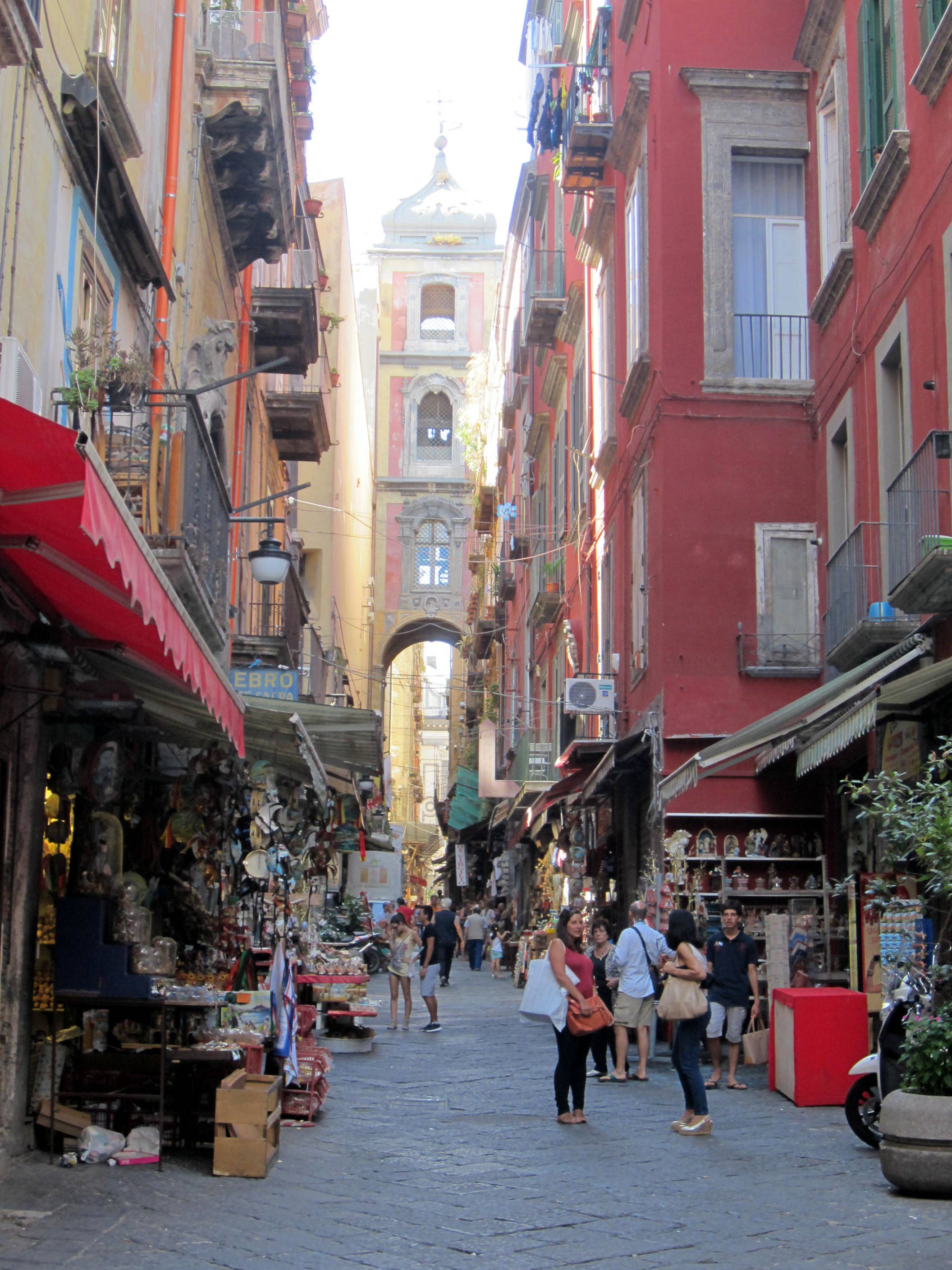
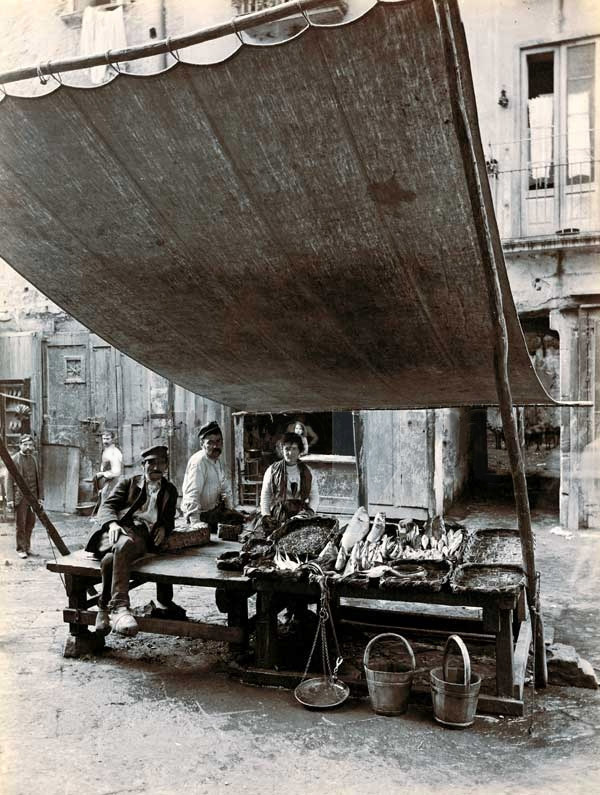